# Cacic de Moctezuma
El cacic de Moctezuma (Psarocolius montezuma) és una espècie d'ocell de la família dels ictèrids (Icteridae) que habita la selva d'Amèrica central, des del sud de Mèxic fins a Panamà.